# Helen Joseph
Helen Joseph (Sussex, 8 aprile 1905 – 25 dicembre 1992) è stata un'attivista del movimento anti-apartheid in Sudafrica inglese.
Nata nel Sussex, in Inghilterra, Helen si laureò in inglese all'Università di Londra nel 1927 e poi partì per l'India, dove insegnò per tre anni alla Mahbubia School for girls di Hyderabad. Verso il 1930 lasciò l'India per l'Inghilterra passando per il Sudafrica. Si stabilì comunque a Durban, dove conobbe e sposò un dentista, Billie Joseph, da cui poi divorziò.

## Biografia
Helen Joseph nacque nel Sussex, in Inghilterra, e si laureò al King's College nel 1927. Lavorò come insegnante in India per poi trasferirsi in Sudafrica nel 1931, dove si sposò. Durante la seconda guerra mondiale servì come ausiliaria nell'aeronautica. Dopo la guerra prese a lavorare nei servizi sociali.
Nel 1951 fu assunta dal sindacato Garment Workers Union guidato da Solly Sachs. Attraverso l'attività sindacale iniziò a impegnarsi in politica, facendo propria la causa della lotta all'apartheid. Contribuì in modo determinante alla nascita della Federation of South African Women e nell'organizzazione della Marcia delle donne, marcia di protesta che mobilitò 20.000 donne presso gli Union Buildings di Pretoria, il 9 agosto 1956, evento tutt'oggi celebrato in Sudafrica nella commemorazione del National Women's Day.
Nel 1956 fu accusata di alto tradimento dal governo sudafricano. Nel 1962 fu una delle prime persone a essere incriminate in base alla nuova legge del Sabotage Act. In quest'epoca sfuggì anche a numerosi attentati.
Helen Joseph non aveva figli, ma fece le veci di genitore per molti bambini figli di altri attivisti politici esiliati, imprigionati o uccisi. Fra l'altro, accudì i figli di Nelson Mandela e di Bram Fischer.
Morì il 25 dicembre 1992, all'età di 87 anni.

## Pubblicazioni
- Helen Joseph. If This Be Treason
- Helen Joseph. Tomorrow's Sun
- Helen Joseph. Side by Side (autobiografia)